# Bosguérard-de-Marcouville
Bosguérard-de-Marcouville ist eine Commune déléguée in der französischen Gemeinde Les Monts du Roumois mit 639 Einwohnern (Stand: 1. Januar 2022) im Département Eure in der Region Normandie. 

## Geographie
Bosguérard-de-Marcouville liegt etwa 30 Kilometer südwestlich von Rouen. 
Umgeben wurde die Gemeinde Bosguérard-de-Marcouville von den damaligen Nachbargemeinden Berville-en-Roumois (heute: Les Monts du Roumois) im Norden und Nordwesten, Bourgtheroulde-Infreville (heute: Grand Bourgtheroulde) im Nordosten, Saint-Pierre-du-Bosguérard im Osten, La Haye-du-Theil im Südosten, Le Gros-Theil (heute: Le Bosc du Theil) und Houlbec-près-le-Gros-Theil (heute: Les Monts du Roumois) im Süden sowie Saint-Denis-des-Monts im Westen und Südwesten.

## Geschichte
1836 wurden die Gemeinden Marcouville-en-Roumois und Saint-Denis-du-Bosguérard zu dieser zusammengelegt. 
Die Gemeinde Bosguérard-de-Marcouville wurde am 1. Januar 2017 mit Berville-en-Roumois und Houlbec-près-le-Gros-Theil zur neuen Gemeinde Les Monts du Roumois zusammengeschlossen. Sie gehörte zum Arrondissement Bernay und zum Kanton Bourgtheroulde-Infreville.

## Bevölkerungsentwicklung
| Jahr                      | 1793 | 1866 | 1901 | 1921 | 1946 | 1962 | 1968 | 1975 | 1982 | 1990 | 1999 | 2006 | 2016 |
| Einwohner                 | 690  | 677  | 539  | 476  | 453  | 435  | 398  | 400  | 431  | 489  | 481  | 552  | 627  |
| Quelle: Cassini und INSEE |      |      |      |      |      |      |      |      |      |      |      |      |      |

## Sehenswürdigkeiten
- Schloss Mésangère, Monument historique seit 1925/2008